# Les sabates màgiques
Les sabates màgiques és un conte recopilat pels germans Grimm publicat en 1812 que correspon al tipus 306 en la classificació Aarne-Thompson.

## Argument
Un rei tenia dotze filles bellíssimes que volia protegir. Per això les tancava cada nit a la seva habitació. L'endemà, però, comprovava que les sabates estaven destrossades de tant ballar, com si fossin màgiques, ja que ningú no podia explicar com havien sortir de la cambra per anar al ball i elles no ho volien dir.
El rei aleshores va prometre que qui ho endevinés podria triar una filla com a esposa però el pretendent que en tres nits no trobés la resposta, seria decapitat. Diversos prínceps i nobles van perdre la vida, ja que s'adormien i no podien explicar què passava a la nit a l'habitació de les princeses.
Un dia un vell soldat va dirigir-se a palau per intentar resoldre el misteri. Pel camí va fer nit a casa d'una vella, la qual li va donar una capa que li faria invisible i li va aconsellar que no prengués res del que les princeses li oferissin si volia entendre què passava. Ell va agrair el consell i el regal i va anar a veure el rei.
A la nit una princesa li va oferir una copa de vi, que ell va fingir beure. Després va fer veure que dormia i va descobrir que la beguda contenia un somnífer. Elles, segures que ell no podia veure-les, van moure els llits i a sota va aparèixer un passatge secret. El soldat es va posar la capa d'invisibilitat i les va seguir sense que elles el veiessin. Així va poder descobrir que anaven a un regne soterrani, amb arbres de plata i or, on dotze prínceps les treien a ballar i passaven junts la nit.
Quan va acabar el termini dels tres dies, el soldat va revelar al rei el secret i va obtenir com a premi la mà de la filla gran.

## Anàlisi
La història està present a diverses cultures, amb un nombre variable de princeses i diferents detalls sobre la festa al regne subterrani. Dotze indica multitud, una altra xifra freqüent és el tres, igual que tres són les nits que el rei dona als pretendents per resoldre el misteri i els episodis que es repeteixen als contes de fades.
En aquest conte el protagonista aconsegueix ascendir socialment amb el matrimoni gràcies al seu enginy i a l'ajuda d'una vella, no pel seu rang com els prínceps prèviament decapitats. Aquest fet és una constant en els contes, on es desafiava l'immobilisme social de l'Antic Règim.
Apareixen diversos elements màgics propis dels contes de fada, com la capa d'invisibilitat o el regne amagat, que podria ser l'inframón, en especial per les al·lusions als arbres de plata i or, que recorden l'Epopeia de Guilgameix.